# 香巴拉

香巴拉坛城

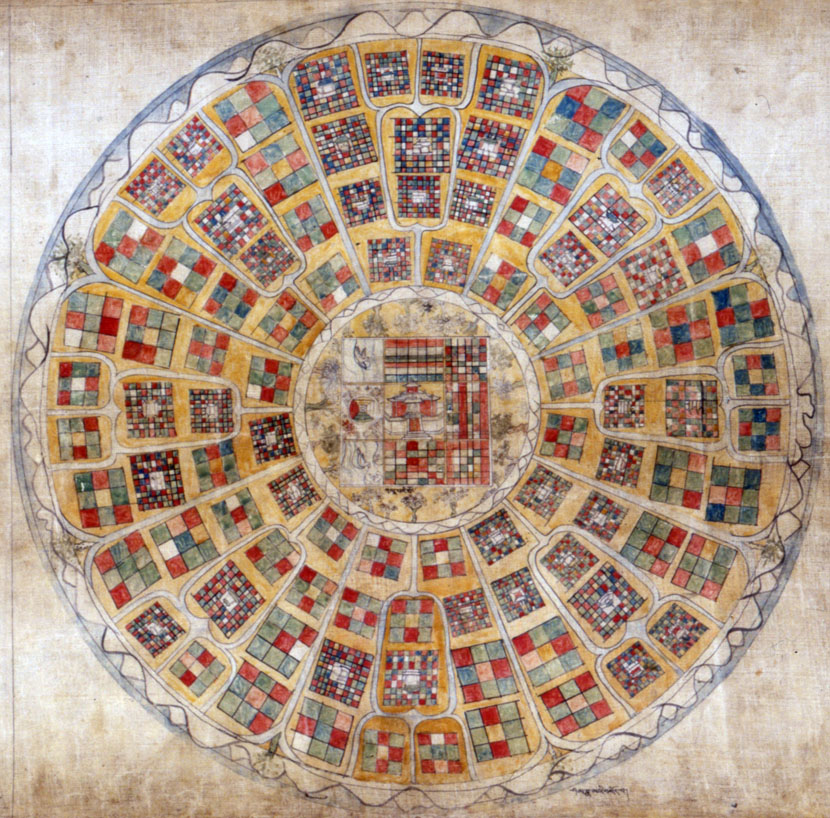
香巴拉坛城，绘于第八世噶玛巴·米觉多杰时期（十六世纪）

香巴拉（藏語：བདེ་འབྱུང，威利转写：shambha-la）是梵语（Sham-bha-la）的音译。香巴拉是藏傳佛教中所说的理想圣土，詹姆斯·希爾頓小說《消失的地平線》中的香格里拉即可能源自這個傳說。

## 位置
藏传佛教的各派高僧大德均认为：“在西藏西部冈底斯山脉主峰附近的某个地方，有处神秘所在地叫“香巴拉”。那里的首领是金刚手恰那多吉化身——绕登·芒果巴，教主为无量光佛即阿弥陀佛。相传香巴拉曾经先后由32位国王统治。時輪怛特羅中說，在香巴拉王國將會出現一個偉大的軍隊，在未來擊敗黑暗统治地球，帶來黃金時代，這個願景從字面而言，香巴拉是一個位於具體地理位置的地點，一個常見的說法是香巴拉位於西藏北方或西方的中亞。象雄文化認為香巴拉在喜馬偕爾邦的薩特萊傑河谷。蒙古人認為香巴拉在西伯利亞南部某個山谷。
纳粹德国内政部长希姆莱认为此地有纯正雅利安人，并曾秘密派遣专人前往西藏搜寻证据。

## 其他含义
“香巴拉”（Shambhala）是藏语的音译，其意为“极乐世界”，是佛教所说的神话世界，为时轮佛法的发源地；佛学界认为香巴拉是一个虚构的世外桃源，是藏传佛教徒向往追求的理想净土即：“极乐世界”、“人间仙境”、也称“坛城”。
在香巴拉这片净土上还有一种神秘的生物同样吸引着众人的目光，那就是喜马拉雅雪人。国外一些大探险家深信，喜马拉雅雪人居住在喜马拉雅山脉中某一个非常隐秘的地方，那里，极有可能就是传说中的圣地香巴拉。喜马拉雅雪人能找到去香巴拉的路，捉住了雪人，说不定就能让雪人带路去香巴拉。
传说中的喜马拉雅雪人是一种介于人、猿之间的神秘生物，全身披着很厚的毛发，高达2米以上。喜马拉雅雪人在《泰晤士报》上被称为Yeti，这个名字是取自居住在喜马拉雅山脉的“夏尔巴人”给雪人的名字-“夜帝”，通过音译的方式，称之为Yeti。

## 影响
四川甘孜藏族自治州乡城县下有香巴拉镇， 原名“桑披镇”，2005年改称“香巴拉镇”。